# العلاقات البالاوية المالطية
العلاقات البالاوية المالطية هي العلاقات الثنائية التي تجمع بين بالاو ومالطا.

## مقارنة بين البلدين
هذه مقارنة عامة ومرجعية للدولتين:
| وجه المقارنة                                              | بالاو                         | مالطا                                                     |
| --------------------------------------------------------- | ----------------------------- | --------------------------------------------------------- |
| المساحة (كم2)                                             | 465                           | 316                                                       |
| عدد السكان (نسمة)                                         | 21.73 ألف                     | 465.29 ألف                                                |
| الكثافة السكانية (ن./كم²)                                 | 4.67 ألف                      | 147.24 ألف                                                |
| العاصمة                                                   | نغيرولمود، كورور              | فاليتا                                                    |
| اللغة الرسمية                                             | لغة إنجليزية، اللغة البالاوية | اللغة المالطية، لغة إنجليزية                              |
| العملة                                                    | دولار أمريكي                  | يورو، ليرة مالطية                                         |
| الناتج المحلي الإجمالي (بليون دولار)                      | 291.54 مليون                  | 12.54 مليار                                               |
| الناتج المحلي الإجمالي (تعادل القوة الشرائية) بليون دولار | 326.12 مليون                  | 14.68 مليار                                               |
| الناتج المحلي الإجمالي الاسمي للفرد دولار أمريكي          | 13.50 ألف                     | 22.60 ألف                                                 |
| الناتج المحلي الإجمالي للفرد دولار أمريكي                 | 14.76 ألف                     |                                                           |
| مؤشر التنمية البشرية                                      | 0.780                         | 0.839                                                     |
| رمز المكالمات الدولي                                      | +680                          | +356                                                      |
| رمز الإنترنت                                              | .pw                           | .mt                                                       |
| المنطقة الزمنية                                           | ت ع م+09:00                   | توقيت وسط أوروبا، ت ع م+01:00، ت ع م+02:00، أوروبا/مالطا ‏ |

## منظمات دولية مشتركة
يشترك البلدان في عضوية مجموعة من المنظمات الدولية، منها:
| علم المنظمة | اسم المنظمة                        | تاريخ انضمام بالاو | تاريخ انضمام مالطا |
| ----------- | ---------------------------------- | ------------------ | ------------------ |
|             | الأمم المتحدة                      | 15 ديسمبر 1994     | 1 ديسمبر 1964      |
|             | منظمة حظر الأسلحة الكيميائية       | ?                  | ?                  |
|             | مؤسسة التمويل الدولية              | 16 ديسمبر 1997     | 1 يونيو 2005       |
|             | وكالة ضمان الاستثمار متعدد الأطراف | 16 ديسمبر 1997     | 12 سبتمبر 1990     |
|             | يونسكو                             | 20 سبتمبر 1999     | 10 فبراير 1965     |
|             | البنك الدولي للإنشاء والتعمير      | 16 ديسمبر 1997     | 26 سبتمبر 1983     |

## وصلات خارجية
- موقع وزارة الخارجية المالطية